# Mitchell (Indiana)
Mitchell è una città degli Stati Uniti d'America, situata nello Stato dell'Indiana e in particolare nella contea di Lawrence.